# Ordem de São Jorge (Reino da Hungria)
A Ordem de São Jorge (em húngaro: Szent György-lovagrend, em Latim: militae Societas Sancti Georgi) foi a primeira ordem de cavalaria criada na Europa Central e foi criada pelo rei Carlos I da Hungria corria o ano de 1326.
Esta ordem foi concedida a apenas 50 cavaleiros. Para que um novo membro fosse admitido na ordem eram necessários os votos unânimes de todos os membros já existentes.
Os novos membros eram obrigados a jurar fidelidade ao monarca.
A indumentária caracterizava-se por um manto preto dotado de capuz com uma inscrição em latim.
Esta ordem existiu apenas durante um curto período de tempo.